# PlayStation 3

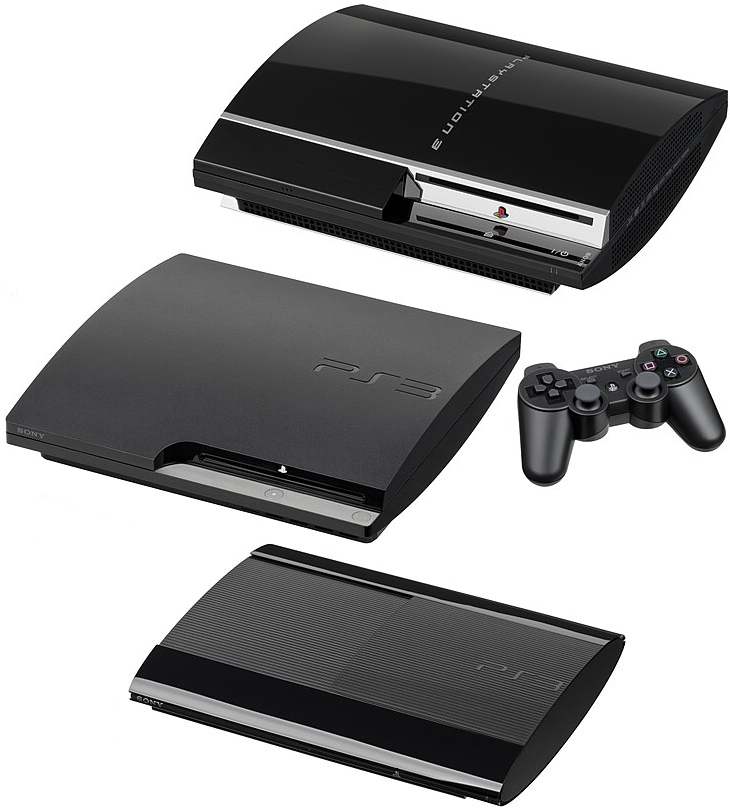
PlayStation 3 Fat, Slim i Super Slim z kontrolerem DualShock 3

Logo konsoli

PlayStation 3 (jap. プレイステーション3, Pureisutēshon Surī, skrót PS3; do września 2009 znak towarowy PLAYSTATION 3) – konsola gier wideo wyprodukowana przez Sony Computer Entertainment. 11 listopada 2006 roku miała swoją premierę w Japonii, a 17 listopada w Ameryce Północnej. W Europie konsola pojawiła się 23 marca 2007 roku. Należy do siódmej generacji konsol gier wideo.
Konsola została zapowiedziana przez Sony na targach Electronic Entertainment Expo w maju 2005 roku. PlayStation 3 stała się pierwszą konsolą na rynku, która wykorzystywała format Blu-ray jako podstawowy nośnik danych. Innymi cechami konsoli jest darmowy dostęp do usług sieciowych takich jak PlayStation Network (usługa ta umożliwia dostęp do PlayStation Store oraz PlayStation Plus) oraz możliwość połączenia jej z przenośnymi konsolami PlayStation Portable oraz PlayStation Vita.
Doczekała się dwóch zasadniczych rewizji, zmieniających gruntownie wygląd zewnętrzny konsoli oraz zmniejszających koszty produkcji sprzętu przez zastosowanie miniaturyzacji użytych w niej technologii. Pierwsza z nich, o nazwie „slim”, została wydana we wrześniu 2009 roku – wraz z nią Sony zmieniło też logo konsoli, znak towarowy oraz ogólny wizerunek sprzętu. Premiera ostatniej wersji o nazwie „super slim” odbyła się jesienią 2012 roku. W obydwu przypadkach zmniejszeniu uległy gabaryty konsoli, jej waga, pobór prądu oraz rozmiary jej podzespołów.
Konsola stała się też platformą, na której zadebiutowało kilka wysoko ocenianych przez recenzentów serii gier takich jak Uncharted, The Last of Us, Infamous czy LittleBigPlanet. Oprócz wyżej wymienionych serii Sony Computer Entertainment kontynuowało wydawanie na PS3 innych marek, które pojawiły się na wcześniejszych konsolach Sony, takich jak: Gran Turismo, Killzone czy God of War.

## Historia
Prace nad PlayStation 3 rozpoczęły się 9 marca 2001 roku, kiedy prezes Sony Computer Entertainment, Ken Kutaragi, ogłosił partnerstwo z Toshibą i IBM w celu opracowania mikroprocesora Cell. Mniej więcej w tym samym czasie Shuhei Yoshida kierował zespołem skupiającym się pracach nad grami na konsolę nowej generacji. We wrześniu 2004 roku Sony potwierdziło, że PlayStation 3 będzie używać płyt Blu-ray jako głównego nośnika, ale zachowa też obsługę płyt DVD i CD. Nvidia została ogłoszona partnerem Sony w opracowaniu procesora graficznego konsoli w grudniu 2004 roku. PS3 zostało oficjalnie zaprezentowane 16 maja 2005 roku na targach E3 wraz z prototypem kontrolera Sixaxis, który miał kształt bumerangu. Prototyp z 2005 roku zawierał dwa porty HDMI, trzy porty Ethernet i sześć portów USB, ale w E3 2006 zostały one zredukowane do jednego portu HDMI, jednego Ethernetu i czterech portów USB w celu obniżenia kosztów. Aby jeszcze bardziej je obniżyć, model 60 GB miał być jedyną konfiguracją PS3 wyposażoną w wyjście HDMI, Wi-Fi, czytniki kart flash i chromowane wykończenia. Na targach E3 ani na Tokyo Game Show we wrześniu nie zaprezentowano żadnego działającego prototypu konsoli, chociaż pokazy gier, w tym m.in. Metal Gear Solid 4: Guns of the Patriots były prezentowane na zestawach do tworzenia oprogramowania na PS3. Sony zaprezentowało również materiały koncepcyjne oparte na przewidywanych specyfikacjach systemu, w tym demo technologiczne odświeżonej edycji gry Final Fantasy VII.
Premiera konsoli odbyła się 11 listopada 2006 w Japonii i 17 listopada tego samego roku w USA. W innych regionach, w tym w Europie premiera odbyła się 23 marca 2007. W Polsce w dniu premiery konsola była dostępna w wersji 60 GB ze wsteczną kompatybilnością z PlayStation 2. Wersje Slim 160 GB, 320 GB (sprzedawane od lipca 2010), różnią się od poprzednich wersji (tzw. wersji „fat”) inną obudową (jest cieńsza oraz stworzona z matowego wykończenia, w przeciwieństwie do poprzednich modeli, które były błyszczące), o połowę mniejszym poborem prądu i niższą emisją hałasu. Poprzednie wersje 20 GB (tylko w Ameryce Północnej i Japonii), 40 GB, 60 GB, 80 GB i 160 GB oraz pierwsze wersje Slim – 120 GB i 250 GB – zostały wycofane z produkcji (aczkolwiek wersje 80 GB oraz 160 GB są jeszcze dostępne w sklepach, tj. Slim 120 GB i 250 GB). PlayStation 3 należy do tej samej generacji konsol co Xbox 360 Microsoftu oraz Wii przedsiębiorstwa Nintendo. 28 września 2012 roku odbyła się premiera wersji „Super Slim”. Jest mniejsza i lżejsza od zwykłej „Slim”; dostępna w dwóch wariantach: pierwszy z 500 GB dyskiem HDD i drugi z 12 GB pamięci flash.
W marcu 2017 roku Sony zakończyło produkcję PS3. Sprzedano 88 mln egzemplarzy konsoli. W 2021 roku Sony ograniczyło funkcjonalność sieciową konsoli m.in. blokując możliwość zakładania konta na PSN za pomocą PS3, a także ograniczająć możliwości dokonywania zakupów w sklepie PS Store.

## Specyfikacja techniczna
Konsola umożliwia odczytywanie filmów na Blu-ray i DVD, muzyki i zdjęć z sieci lokalnej oraz nośników USB. Istnieje możliwość podłączenia również kamery PS Eye. Wbudowana przeglądarka internetowa umożliwia przeglądanie stron WWW, sieć PlayStation Network umożliwia granie w gry w trybie wieloosobowym, przechowywanie listy przyjaciół, granie w gry online oraz możliwość ściągania gier i innych materiałów z PlayStation Store. Obsługę konsoli i korzystanie z Internetu ułatwia możliwość podłączenia komputerowych myszek i klawiatur, aczkolwiek większość gier z nich nie korzysta. Wbudowane jest również złącze Ethernet oraz obsługa sieci Wi-Fi.
Od 30 listopada 2008 dostępna jest klawiatura (w 8 wersjach językowych) zakładana na kontroler DualShock 3/Sixaxis przy pomocy specjalnego klipsa, komunikuje się z konsolą poprzez technologię Bluetooth oraz posiada własny port mini USB do parowania z konsolą i ładowania. 11 grudnia 2008 roku ponownie po rocznej przerwie ruszyła otwarta wersja beta PlayStation Home.
Sama moc układu graficznego PS3 to ok. 400 GFLOPS.

### Procesor
Centralną jednostką obliczeniową konsoli jest procesor Cell zaprojektowany wspólnie przez firmy IBM, Sony i Toshiba. Składa się on z głównego 64-bitowego procesora PowerPC (tzw. Power Processing Element lub PPE) oraz siedmiu rdzeni typu „Synergistic Processing Elements” (SPEs). Taka architektura daje 1 rdzeń do uniwersalnego użytku oraz 7 użytecznych, wyspecjalizowanych rdzeni, które mają ograniczony dostęp do pamięci oraz posiadają inną architekturę niż rdzeń główny. Taki podział umożliwia specjalizacje rdzeni, czego efektem jest bardzo duża szybkość w porównaniu do tradycyjnych rozwiązań.
Architektura Cella jest wydajna, ale wymaga innego podejścia do programowania niż architektury używane w komputerach osobistych. Może to być wyzwaniem dla programistów, którzy wcześniej programowali tylko na PC, ponieważ programowanie Cella jest uważane za trudne. Architektura Cella jest elastyczna i umożliwia projektowanie współpracy między rdzeniami, używając najbardziej odpowiednich dla programisty mechanizmów. Wymaga to jednak wiedzy oraz wysiłku dlatego, aby ułatwić to zadanie, IBM opublikował narzędzia ułatwiające automatyczne przystosowanie kodu do działania na wielu rdzeniach. Rozwiązanie to zwalnia programistę z konieczności ręcznego zarządzania podziałem na rdzenie, jednak wciąż wymaga pisania kodu z uwzględnieniem architektury procesora. Do użytku w grach konsola udostępnia sześć rdzeni, gdyż siódmy jest dezaktywowany, aby usprawnić produkcję (nawet gdy procesor opuści taśmę produkcyjną z niesprawnym jednym rdzeniem, może być użytkowany jako w pełni funkcjonalny), a ósmy zarezerwowano do obsługi systemu operacyjnego konsoli. Każdy rdzeń taktowany jest zegarem 3,2 GHz. Procesor działa w trybie in-order execution.
Charakterystyka PPE:
- kontroler koordynujący pracę rdzeni SPE
- 512 kB pamięci podręcznej L2
- 32 kB pamięci podręcznej L1 dla instrukcji i 32 kB pamięci podręcznej L1 dla danych[32][33]
- jednostka wektorowa VMX (AltiVec)
- dwie operacje na cykl zegara przy podwójnej precyzji i osiem operacji przy pojedynczej precyzji
- obsługa SMT – możliwość jednoczesnej pracy 2 wątków zarządzanych sprzętowo
- w pełni zgodny z IEEE 754

Charakterystyka SPE:
- typ RISC z 128-bitowymi instrukcjami SIMD (optymalizacja do wykonywania tych samych operacji na dużych ilościach danych)
- optymalizacja obliczeń wektorowych (przetwarzanie grafiki w grach i dekodowanie sygnału wideo) kosztem ograniczonego zestawu instrukcji
- wydajne szczególnie przy równoległym planowaniu zadań (gdy obliczenia dają się możliwie równomiernie rozłożyć między poszczególne rdzenie)
- mało wydajne w obliczeniach wymagających np. przewidywania rozgałęzień (ang. branch prediction)
- po 256 kB lokalnej pamięci wbudowanej SRAM dla każdego rdzenia na instrukcje i dane
- zgodne z IEEE 754 w podwójnej precyzji

W starszych modelach konsoli znalazł się także EE (Emotion Engine) i GS (Graphics Synthesizer), pomagające w renderowaniu grafiki w grach na konsolę PS2, a także niekiedy pomaga renderować, gdy główny procesor jest zbyt obciążony.

### Procesor graficzny (RSX)
Zaprojektowany wspólnie przez firmy Nvidia i Sony. Jego możliwości można porównać do układu graficznego – 6800 Ultra w trybie SLI (2x 6800 Ultra) lub do jednej 7900GTX
- jądro zbudowane z 300 mln tranzystorów
- taktowanie rdzenia 500 MHz[29]
- taktowanie jednostek pixel shader 550 MHz
- 128-bitowa szyna danych pamięci GDDR3
- 96 kB pamięci podręcznej L1 i L2 dla tekstur na każdą grupę 4 jednostek pixel shader; łącznie 576 kB dla wszystkich jednostek pixel shader
- komunikacja z procesorem za pomocą FlexIO
- jedno wyjście wysokiej rozdzielczości, maksymalnie 1920 × 1080
- programowalne, szeregowe potoki cieniowania
- 256 megabajtów własnej pamięci RAM dla grafiki
- 24 jednostki typu pixel shader i 8 vertex shader
- 8 jednostek ROP
- oparty na NV47 NVIDII

### Pamięć operacyjna
Konsola ma łącznie 512 MB pamięci, która jest podzielona na:
- 256 MB XDR DRAM pamięci systemowej (Rambus), taktowanej z częstotliwością 400 MHz (3,2 GHz efektywnie)[35] o przepustowości 25,6 GB/s
- 256 MB GDDR3 pamięci graficznej, taktowanej z częstotliwością 650 MHz (1,3 GHz efektywnie) o przepustowości 22.4 GB/s (w starszych modelach pamięć ma taktowanie 700 MHz @ 1,4 GHz)[36]

### Przepustowość
- komunikacja pomiędzy PPE, wszystkimi SPE, kontrolerem pamięci i I/O odbywa się przez Element Interconnect Bus (EIB), które oferuje teoretyczną maksymalną przepustowość wynoszącą 204.8GB/s[37]

### Dźwięk
- możliwość dekodowania Dolby Digital 5.1, DTS (za przetwarzanie odpowiedzialny jest procesor)
- obsługa dźwięku stereo, 5.1, lub 7.1[38]
- wyjście dźwięku jest możliwe przez kabel kompozytowy (chinch), kabel optyczny lub złącze HDMI

### Pamięć masowa
- Blu-ray: PLAYSTATION 3 2xBD-ROM, BD-Video, BD-ROM, BD-R, BD-RE
- DVD: PlayStation 2 8xDVD-ROM, PLAYSTATION 3 DVD-ROM, DVD-Video, DVD-ROM, DVD-R, DVD-RW, DVD+R, DVD+RW
- CD: PlayStation 24xCD-ROM, PlayStation 2 CD-ROM, CD-DA, CD-DA (ROM), CD-R, CD-RW, SACD (wybrane modele), SACD Hybrid (wybrane modele), SACD HD (wybrane modele), DualDisc, DualDisc (dźwięk), DualDisc (DVD)
- w zależności od wersji dysk 20 GB, 40 GB, 60 GB, 80 GB, 160 GB (wersja fat), 120 GB, 160 GB, 250 GB, 320 GB (wersja SLIM) z możliwością zmiany na dowolny inny (kompatybilność z dowolnymi dyskami SATA 2,5 cala) bez utraty gwarancji

Kursywa oznacza brak odczytu danego typu dysków w wersji 40 GB i 80 GB, Sony Polska podaje, że nie jest ona wstecznie kompatybilna z grami na PlayStation 2.

### Komunikacja
PlayStation 3 oferuje następujące możliwości komunikacji:
- Bluetooth 2.0
- porty USB 2.0 (początkowo 4[39], w ostatnich produkowanych wersjach: 2 z przodu)
- IEEE 802.11 b/g Wi-Fi (do łączenia się z siecią oraz PlayStation Portable – brak w wersji z 20 GB dyskiem)
- Gigabit Ethernet – 1 gniazdo
- slotów na karty pamięci Standard/Duo oraz standard/mini Memory Stick (brak w obecnie produkowanych wersjach)
- slot na dysk 2,5 cala o dowolnej pojemności 2.5 Serial ATA[40]

### Wyjście audio-wideo
- możliwe rozdzielczości: 480i (NTSC z przeplotem), 480p (NTSC progresywny), 576i (PAL z przeplotem), 576p (PAL progresywny), 720p (HD progresywny), 1080i (FULL HD z przeplotem), 1080p (FULL HD progresywny)
- jedno wyjście HDMI dające możliwość wyświetlania obrazu 1920×1080 bez przeplotu
- wyjście optyczne audio (S/PDIF)
- różne wyjścia analogowe

### Porównanie modeli
Możliwość uruchamiania gier ze starszych konsoli (PlayStation i PS2) jest zależna od modelu.
Najnowsza wersja konsoli Super Slim posiada identyczne parametry techniczne co wersja Slim. Wersja z pamięcią flash 12 GB, jako wersja ekonomiczna, posiada dodatkowo możliwość skorzystania z własnego dysku SATA lub zamontowanie na dedykowanej podstawce dysku o pojemności 250 GB.

## Inne systemy operacyjne
Sony dodało do swojej konsoli możliwość wgrania dodatkowego systemu operacyjnego, który zwiększał jej funkcjonalność. System instaluje się na osobnej partycji – Other OS. Podczas korzystania z tego systemu pliki zapisane na partycji Game OS będą niemożliwe do odczytu. Niektóre wersje Linuksa, które udało się uruchomić to Yellow Dog, Ubuntu, Fedora, Gentoo, Debian oraz OpenSUSE. Każdy Linux ma dostęp do 6 z 7 rdzeni procesora Cell. Systemy uruchamiane pod opcją OtherOS mają znacznie ograniczony dostęp do układu graficznego RSX. Należy także wyznaczyć osobne miejsce dla innego systemu operacyjnego, które nie jest dostępne podczas używania standardowego oprogramowania konsoli.
W wersji Slim instalacja dodatkowego systemu operacyjnego jest niemożliwa, ze względu na naciski ze strony IBM na Sony, które obawiało się konkurencji w branży serwerów wykorzystywanych do budowy superkomputerów. Dwie konsole PlayStation 3 nie odbiegały wydajnością jednemu dedykowanemu serwerowi z dwoma procesorami Cell.

## Produkcja i sprzedaż
Według informacji z serwisu VGChartz sprzedano ok. 87,4 mln sztuk konsoli, natomiast liczba gier sprzedanych na tę platformę przekroczyła 947 milionów egzemplarzy. Do maja 2012 roku w Polsce sprzedano ok. 500 000 sztuk. W 2024 roku Sony potwierdziło informację, według której wyprodukowano 88 159 166 egzemplarzy PlayStation 3.

## Następca konsoli
20 lutego 2013 podczas konferencji prasowej firma Sony zaprezentowała następcę konsoli – PlayStation 4. Przedstawiono szczegółową specyfikację nowej konsoli oraz przybliżoną datę premiery – ostatni kwartał 2013 roku. Konsola została wydana 15 listopada 2013 roku w Ameryce Północnej, 29 listopada 2013 roku w Europie oraz 22 lutego 2014 roku w Japonii. Jednocześnie przedsiębiorstwo Sony zadeklarowało chęć wspierania PlayStation 3 co najmniej do 2015 roku włącznie.

## Emulacja
W 2017 roku powstał emulator o nazwie RPCS3, który pozwala na uruchamianie niektórych tytułów przeznaczonych na wyłączność, jak np. seria Uncharted. W tym samym roku oficjalnie zakończono produkcję konsoli w Japonii.
20 października 2021 roku autorzy opisywanego emulatora ogłosili, że RPCS3 jest w stanie uruchomić wszystkie tytuły z biblioteki 3233 testowanych gier.